# Nepal en los Juegos Paralímpicos de Atenas 2004
Nepal estuvo representado en los Juegos Paralímpicos de Atenas 2004 por una deportista femenina. El equipo paralímpico nepalí no obtuvo ninguna medalla en estos Juegos.